# Habranthus botumirimensis
Habranthus botumirimensis är en amaryllisväxtart som beskrevs av R.S.Oliveira. Habranthus botumirimensis ingår i släktet Habranthus och familjen amaryllisväxter. Inga underarter finns listade i Catalogue of Life.